# زید بن ارقم
زید بن ارقم (انگلیسی: Zayd ibn Arqam) یکی از اصحاب محمد بود.